# Conversation entre un homme et son chien
Conversation entre un homme et son chien (en russe : Rasgovor tcheloveka s sobakoï) est une nouvelle d’Anton Tchekhov, parue en 1885.

## Historique
Conversation entre un homme et son chien est initialement publié dans la revue russe Les Éclats, no 10, du 9 mars 1885, sous le pseudonyme de L’Homme sans rate.

## Résumé
Alexis Romanov, sous-chef de bureau aigri, rentre de nuit ivre à son logis. Devant le chien qui gronde, il s’accuse de corruption, dénonciation calomnieuse et vol. L’animal le mord, il se laisse faire : c’est une punition pour tout le mal qu’il a causé.
Le lendemain, il se réveille couvert de pansements. 

## Édition française
- Conversation entre un homme et son chien, traduit par Edouard Parayre, Les Éditeurs Français Réunis, 1955, numéro d’éditeur 431.